# BYD Xia
O BYD Xia (em chinês: 比亚迪夏) é uma minivan híbrida plug-in fabricada pela BYD Auto desde 2025. Nomeado em homenagem à dinastia Xia, a primeira dinastia na historiografia tradicional chinesa, o modelo faz parte da série Dynasty da BYD, sendo comercializado por meio das concessionárias da Dynasty Network.
O BYD Xia estará disponível com opções de layouts de oito, sete, seis e quatro assentos, oferecendo flexibilidade para diferentes necessidades. O modelo será equipado com o sistema de controle de amortecimento DiSus-C e o sistema híbrido plug-in de quinta geração da BYD, comercializado como DM-i 5.0, proporcionando maior eficiência e desempenho. .
A BYD confirmou planos de vender o Xia nos mercados europeus.

## Visão geral
Em 8 de janeiro de 2025, o BYD Xia foi lançado oficialmente. O carro é equipado com a tecnologia DM de quinta geração e usa um motor 1.5T híbrido plug-in dedicado. Seu consumo de combustível NEDC por 100 quilômetros é de 5,3 L, e a autonomia de cruzeiro completa com gasolina e eletricidade é de 1.060 quilômetros. O Xia também vem de fábrica com o sistema avançado de assistência ao motorista 5R12V DiPilot 100 com LiDAR e sistema Nvidia Orin-X em um chip, que tem até 29 sensores em todo o veículo, incluindo pilotagem em rodovias e vias expressas, assistência inteligente de estacionamento, frenagem de emergência e muitas outras funções de assistência ao motorista. As funções do software serão lançadas gradualmente em fevereiro de 2025.